# Referendum abrogativo a San Marino del 1982
Il referendum sulla cittadinanza sammarinese del 1982 è stato un referendum di tipo abrogativo svoltosi a San Marino il 25 luglio 1982. La proposta di abolire la legge venne respinta con il 57,3% contrari.

## Risultati
| Voto                        | Totale | %    |
| --------------------------- | ------ | ---- |
| Sì                          | 6.156  | 42,7 |
| No                          | 8.266  | 57,3 |
| Schede bianche e voti nulli | 233    | –    |
| Totale                      | 14.655 | 100  |
| Affluenza alle urne         | 21.004 | 69,8 |
| Fonte: Nohlen & Stöver      |        |      |